# Kawasaki Ninja ZX-7R
La Kawasaki ZX-7R è una motocicletta stradale dalle caratteristiche sportive prodotta dalla casa motociclistica giapponese Kawasaki Heavy Industries Motorcycle & Engine dal 1996 fino al 2003.

## Descrizione e tecnica
La gamma era composta dalla versione "stradale" biposto (ZX-7R) e da quella, monoposto, più corsaiola (ZX-7RR) che differiva dalla prima in alcuni particolari dell'impianto frenante, della ciclistica, del motore oltre che, appunto, per la mancanza dell'alloggiamento per il passeggero.
Questo modello ha sostituito la Kawasaki ZXR 750, della quale fu l'evoluzione in quanto derivata proprio dalla versione da corsa di quel modello.
A spingere la moto c'è un motore a quattro cilindri in linea frontemarcia a quattro tempi con raffreddamento a liquido dalla cilindrata totale di 748 cm³ (con l'alesaggio da 73,0 mm e la corsa da 44,7), alimentato da un carburatori Keihin con corpi farfallati 38 mm. La testata è a 16 valvole, di cui 4 per cilindro comandati mediante un doppio albero a camme in testa. Il sistema frenante si compone all'anteriore da dischi anteriori semiflottanti da 320 mm con pinze Tokico a sei pistoncini, mentre al posteriori ci sono a disco da 230 mm con pinza a doppio pistoncino contrapposto. All'avantreno trova posto un forcella telescopica della Kayaba da 43 mm regolabile nel precarico.